# 멱일원
환론에서, 멱일원(冪一元, 영어: unipotent element)은 충분히 거듭제곱하면 1이 되는 원소이다.

## 정의
환 {\displaystyle R}의 원소 {\displaystyle r\in R}가, 충분히 큰 자연수 {\displaystyle n}에 대하여
{\displaystyle (r-1)^{n}=0}
을 만족시킨다면, {\displaystyle r}를 멱일원이라고 한다.

## 예
체 {\displaystyle K}에 대한 정사각행렬의 환 {\displaystyle \operatorname {Mat} (n,K)}의 멱일원을 멱일행렬(영어: unipotent matrix)이라고 한다. 행렬이 멱일행렬인지 여부는 모든 고윳값들이 1이라는 것과 동치이다.
표수가 0인 체의 경우, 멱영행렬의 행렬 지수 함수는 멱일행렬이다.

## 같이 보기
- 가약군